# تونتون
تونتون (ماساتشوستس) (بالإنجليزية: Taunton, Massachusetts)‏ هي مدينة تقع في الولايات المتحدة في مقاطعة بريستول (ماساشوستس). يقدر عدد سكانها بـ 55,874 نسمة ومساحتها 125.4 كم2 وترتفع عن سطح البحر 9 متر.

## التركيبة السكانية
حدّد مكتب تعداد الولايات المتحدة بيانات التركيبة السكانية لتونتون في تعداد الولايات المتحدة. في ما يلي، التركيبة السكانية حسب تعدادي 2000 و2010.

### تعداد عام 2000
بلغ عدد سكان تونتون 55,976 نسمة بحسب تعداد عام 2000، وبلغ عدد الأسر 22,045 أسرة وعدد العائلات 14,476 عائلة مقيمة في المدينة. في حين سجلت الكثافة السكانية 446.4 نسمة لكل كيلومتر مربع (1,156.2/ميل2). وبلغ عدد الوحدات السكنية 22,908 وحدة بمتوسط كثافة قدره 182.7 لكل كيلومتر مربع (473.2/ميل2).
وتوزع التركيب العرقي للمدينة بنسبة 91.67% من البيض و2.74% من الأمريكيين الأفارقة و0.16% من الأمريكيين الأصليين و0.60% من الأمريكيين ذوي الأصول الآسيوية و0.03% من سكان جزر المحيط الهادئ و2.59% من الأعراق الأخرى و2.21% من عرقين مختلطين أو أكثر و3.93% من الهسبانيون أو اللاتينيون من أي عرق.
بلغ عدد الأسر 22,045 أسرة كانت نسبة 35.1% منها لديها أطفال تحت سن الثامنة عشر تعيش معهم، وبلغت نسبة الأزواج القاطنين مع بعضهم البعض 48% من أصل المجموع الكلي للأسر، ونسبة 13.4% من الأسر كان لديها معيلات من الإناث دون وجود شريك، بينما كانت نسبة 4.3% من الأسر لديها معيلون من الذكور دون وجود شريكة وكانت نسبة 34.3% من غير العائلات. تألفت نسبة 28.2% من أصل جميع الأسر من عدة أفراد يعيشون في نفس المنزل ونسبة 9.9% كانت تتألف من شخص يعيش بمفرده يبلغ من العمر 65 عاماً أو أكثر. وبلغ متوسط حجم الأسرة المعيشية 2.50، أما متوسط حجم العائلات فبلغ 3.09.
بلغ العمر الوسطي للسكان 35.7 عاماً. وكانت نسبة 24.8% من القاطنين تحت سن الثامنة عشر، وكانت نسبة 8% بين الثامنة عشر والرابعة والعشرين عاماً، ونسبة 32.9% كانت واقعةً في الفئة العمرية ما بين الخامسة والعشرين والرابعة والأربعين عاماً، ونسبة 20.7% كانت ما بين الخامسة والأربعين والرابعة والستين، ونسبة 12.1% كانت ضمن فئة الخامسة والستين عاماً فما فوق. يوجد لكل 100 أنثى 92.9 ذكر، ويوجد لكل 100 أنثى في الثامنة عشر من عمرها فما فوق 89.6 ذكر.
بلغ متوسط دخل الأسرة في المدينة 42,932 دولارًا، أما متوسط دخل العائلة فبلغ 52,433 دولارًا. وكان متوسط دخل الذكور 36,895 دولارًا مقابل 27,686 دولارًا للإناث. وسجل دخل الفرد الخاص بالمدينة 19,899 دولارًا. وكانت نسبة 8% من العائلات ونسبة 10% من السكان تحت خط الفقر، وكان من هؤلاء نسبة 14.3% تحت سن الثامنة عشر ونسبة 11.3% في الخامسة والستين من العمر وما فوق.

### تعداد عام 2010
بلغ عدد سكان تونتون 55,874 نسمة بحسب تعداد عام 2010، وبلغ عدد الأسر 22,332 أسرة وعدد العائلات 14,277 عائلة مقيمة في المدينة. في حين سجلت الكثافة السكانية 445.6 نسمة لكل كيلومتر مربع (1,154.1/ميل2). وبلغ عدد الوحدات السكنية 23,896 وحدة بمتوسط كثافة قدره 190.6 لكل كيلومتر مربع (493.7/ميل2).
وتوزع التركيب العرقي للمدينة بنسبة 87.24% من البيض و4.96% من الأمريكيين الأفارقة و0.25% من الأمريكيين الأصليين و1% من الأمريكيين ذوي الأصول الآسيوية و0.04% من سكان جزر المحيط الهادئ و3.13% من الأعراق الأخرى و3.37% من عرقين مختلطين أو أكثر و5.47% من الهسبانيون أو اللاتينيون من أي عرق.
بلغ عدد الأسر 22,332 أسرة كانت نسبة 32.3% منها لديها أطفال تحت سن الثامنة عشر تعيش معهم، وبلغت نسبة الأزواج القاطنين مع بعضهم البعض 43.3% من أصل المجموع الكلي للأسر، ونسبة 15.2% من الأسر كان لديها معيلات من الإناث دون وجود شريك، بينما كانت نسبة 5.5% من الأسر لديها معيلون من الذكور دون وجود شريكة وكانت نسبة 36.1% من غير العائلات. تألفت نسبة 28.9% من أصل جميع الأسر من عدة أفراد يعيشون في نفس المنزل ونسبة 10.1% كانت تتألف من شخص يعيش بمفرده يبلغ من العمر 65 عاماً أو أكثر. وبلغ متوسط حجم الأسرة المعيشية 2.47، أما متوسط حجم العائلات فبلغ 3.06.
بلغ العمر الوسطي للسكان 39.3 عاماً. وكانت نسبة 22.6% من القاطنين تحت سن الثامنة عشر، وكانت نسبة 8.3% بين الثامنة عشر والرابعة والعشرين عاماً، ونسبة 27.8% كانت واقعةً في الفئة العمرية ما بين الخامسة والعشرين والرابعة والأربعين عاماً، ونسبة 27.8% كانت ما بين الخامسة والأربعين والرابعة والستين، ونسبة 13.5% كانت ضمن فئة الخامسة والستين عاماً فما فوق. وتوزع التركيب الجنسي للسكان بنسبة 47.9% ذكور و52.1% إناث.

## المدن التوأمة
مدن تونتون، آنغرا دو هروئيسمو وLagoa هي مدن توأمة لـتونتون (ماساتشوستس).

## أعلام
- آرثر كليفلاند بنت
- تيم دوناهو
- ماركوس مورتون
- ويليام ماسون
- جيمس إل. هودجز
- ميلدريد ويلي
- الكسيس كاسويل
- ميشيل بيكار
- إسحاق بابيت
- باري مكافري